# 鮑·伯格達爾
博德里·罗伯特·“鮑”·伯格達爾（英語：Beaudry Robert "Bowe" Bergdahl，1986年3月28日—），美國陸軍士官，2009年6月在阿富汗東部執行軍事任務時，被塔利班相關的武裝團體哈卡尼網路俘虜。成為戰俘5年之後，2014年5月31日，在卡達政府的斡旋之下，美國政府以釋放拘禁於古巴關達那摩灣美國監獄的五名塔利班囚犯作為交換條件，讓伯格達爾獲釋。